# Eryphanis opimus
Eryphanis opimus är en fjärilsart som beskrevs av Otto Staudinger 1887. Eryphanis opimus ingår i släktet Eryphanis och familjen praktfjärilar. Inga underarter finns listade i Catalogue of Life.